# 中國通用機械工程總公司
39°52′56″N 116°23′17″E / 39.8823563°N 116.3880805°E
中國通用機械工程總公司，是中國機械工業集團有限公司旗下公司，是在1981年成立，主要業務通用机械行业中集工程承包、设备集成、技术服务、进出口贸易等。現任董事長黃勁。
2008年，被中國機械工業集團有限公司收購本集團，已被國務院批准。